# BurnTime
Burntime — компьютерная игра, смесь стратегии и РПГ с элементами survive (выживание). Разработана и издана Max Design GesMBH в 1993 году. Действие игры происходит в постапокалиптическом мире, где игроку предстоит выбрать одного из пяти лидеров, стремящихся объединить разрушенный мир.
В игре присутствует два основных ресурса — вода и еда. Основная игровая задача, заключающаяся в выживании и захвате соседних территорий, решается путём ликвидации представляющих угрозу элементов (вроде монстров) и защиты среды обитания. Игрок может прибегать к услугам наёмников. Последние представлены тремя классами: доктора, техники и бойцы. Доктора лечат ранения наёмников и игрового персонажа, техники способны производить полезные устройства при наличии деталей, бойцы используются для силового решения проблем.